# Teofilacto Rangabe
Teofilacto Rangabe (em latim: Θεοφύλακτος Ῥαγγαβέ; fl. 780) foi um almirante bizantino, e o pai do imperador Miguel I Rangabe (r. 811–813). É conhecido apenas por sua participação, junto com vários outros oficiais de alta-patente, em uma conspiração fracassada em 780 para tomar o trono da imperatriz regente Irene de Atenas e para elevar em seu lugar Nicéforo, o filho mais velho sobrevivente de Constantino V Coprônimo (r. 741–775). Na época, ele mantinha o posto de drungário (almirante) do Dodecaneso (aproximadamente o sul do mar Egeu). Após a conspiração ser descoberta, Irene fez com que os conspiradores fossem publicamente chicoteados, tonsurados e banidos.